# Gặp nhau cuối tuần
Gặp nhau cuối tuần là một chương trình truyền hình về hài kịch do Trung tâm Phim truyền hình, Đài Truyền hình Việt Nam sản xuất. Chương trình được phát sóng vào ngày thứ bảy hàng tuần trên kênh VTV3 từ ngày 1 tháng 4 năm 2000 đến ngày 30 tháng 12 năm 2006, và được khởi động lại từ ngày 1 tháng 3 đến ngày 7 tháng 6 năm 2025.
Xuất hiện vào thời điểm các chương trình truyền hình nói chung và hài kịch nói riêng chưa phổ biến, chương trình đã được nhiều khán giả Việt Nam rất yêu thích và được đánh giá là một biểu tượng của hài kịch truyền hình Việt Nam trong thập niên 2000. Nhiều diễn viên hài từng tham gia Gặp nhau cuối tuần đã trở nên thành danh sau chương trình và tạo dựng được sự ảnh hưởng của mình đối với công chúng. Các chương trình hài kịch tương tự, dựa trên thành công của Gặp nhau cuối tuần, cũng đã được sản xuất và lên sóng lần lượt trong những năm sau đó.

## Lịch sử

### 2000–2006: Nguyên bản
Bắt đầu phát sóng từ ngày 1 tháng 4 năm 2000, Gặp nhau cuối tuần được phát triển dựa trên chương trình hài kịch từng xuất hiện trước đó là Gặp nhau và cười, phát sóng trên VTV3 vào dịp Tết Trung thu. Ý tưởng cho việc hình thành nên chương trình đã được NSND Khải Hưng khởi xướng, sau khi tình cờ theo dõi một chương trình giao lưu giữa các nghệ sĩ hài của hai miền Nam–Bắc và bất chợt nảy ra ý niệm về một chương trình hài trên truyền hình. Chương trình được phát sóng đều đặn vào sáng thứ bảy hàng tuần (ban đầu là hai tuần một số).
Năm 2003, trong nỗ lực nhằm cải thiện chất lượng chương trình, một phiên bản của Gặp nhau cuối tuần lấy tên là Gala cười đã được ra mắt và thay thế cho các chương trình Gặp nhau cuối tuần thường kỳ vào những tháng cuối năm. Những chương trình với định dạng này tiếp tục được thực hiện trong các năm 2004 và 2005.  
Vào ngày 30 tháng 12 năm 2006, Gặp nhau cuối tuần đã thực hiện một chương trình đặc biệt có tên gọi Gặp nhau cuối năm 2006 tại Cung Văn hóa Hữu nghị Việt - Xô, quy tụ nhiều nghệ sĩ từng góp mặt trong suốt bảy năm phát sóng của chương trình. Lấy cảm hứng từ hình tượng con tàu Titanic, kịch bản của chương trình được xây dựng như một vở nhạc kịch với sự kết hợp giữa nhiều thể loại nhạc kịch, opera, tuồng, nhạc trẻ và cả ảo thuật. Đây cũng là chương trình đánh dấu sự kết thúc của Gặp nhau cuối tuần sau gần bảy năm lên sóng và là lời chia tay cuối cùng của những người thực hiện chương trình.

### 2025: Trở lại
Vào ngày 15 tháng 1 năm 2025, Đài Truyền hình Việt Nam đã đưa ra thông báo chính thức về sự trở lại của chương trình Gặp nhau cuối tuần sau gần 19 năm kể từ lần xuất hiện cuối cùng vào năm 2006. Được dự kiến lên sóng vào tháng 3 cùng năm với tổng cộng 13 tập, chương trình được giới thiệu sẽ mang đến những tiểu phẩm hài hước, dí dỏm phản ánh chân thực cuộc sống của người Việt Nam đương đại và các vấn đề thời sự nóng hổi.

## Nội dung
Mỗi chương trình Gặp nhau cuối tuần thường xoay quanh một chủ đề nhất định được đưa ra bàn luận và châm biếm. Trong phiên bản đầu tiên, cấu trúc của mỗi số phát sóng thường bao gồm một tiểu phẩm hài của miền Nam vào đầu chương trình và một tiểu phẩm của miền Bắc vào cuối chương trình. Xen giữa là phần chính của chương trình, với các phần trò chuyện, giao lưu và các tiểu phẩm được thực hiện ở trường quay kết hợp với những đoạn ghi hình ngoại cảnh. Gặp nhau cuối tuần cũng có các khách mời là những nhân vật nổi tiếng trong xã hội để cùng thảo luận và thể hiện suy nghĩ của họ về vấn đề được đề cập đến.
Khi chương trình quay trở lại vào năm 2025, chương trình được tiết lộ sẽ không theo một format cố định mà luôn được thay đổi theo từng số phát sóng, và khán giả sẽ không thể đoán được điều gì sẽ xảy ra tiếp theo.

## Diễn viên

### 2000–2006
- Thảo Vân (dẫn chương trình)
- Xuân Bắc
- Tự Long
- Công Lý
- Quang Thắng
- Vân Dung
- Chiến Thắng
- Đức Hiệp (Hiệp "gà")
- Thành Trung
- Bình Trọng
- Quang Tèo
- Giang Còi
- Trần Hạnh
- Văn Hiệp
- Phạm Bằng
- Vượng Râu
- Quốc Anh
- Phú Đôn
- Minh Vượng
- Đức Hải
- Đức Khuê
- Chí Trung
- Quốc Khánh
- Lương Mạnh Hải
- Tú Oanh
- Quốc Quân
- Kim Xuyến
- Thanh Tú
- Bá Anh
- Khánh Linh
- Thanh Dương
- Thu Hương (Hương "tươi")
- Tạ Am
- Văn Toản
- Đới Anh Quân
- Lê Anh Thơ
- Viết Thái
- Đinh Trà My
- Hiệp Vịt
- Thùy Dung
- Hồng Gấm
- Ngọc Giàu
- Bảo Quốc
- Hồng Vân
- Minh Nhí
- Phước Sang
- Hữu Nghĩa
- Ngọc Trinh
- Lê Vũ Cầu
- Anh Vũ
- Minh Khánh
- Kim Phụng
- Việt Ninh

và nhiều nghệ sĩ khác.

### 2025
- Thảo Vân (dẫn chương trình)
- Quốc Khánh
- Quang Thắng
- Vân Dung
- Đỗ Duy Nam[14]
- Chiến Thắng
- Trung Ruồi[14]
- Mạnh Dũng (Dũng "hớn")[15]
- Thái Sơn[15]
- Dương Anh Đức[15]
- Thái Dương[16]
- Thu Hương (Hương "tươi")[15]
- Nguyễn Quốc Khánh (dẫn chương trình, 9 số đầu)[16]
- Trần Việt Hoàng (Hoàng Da Nâu)[17]
- Dương Sơn Lâm[17]
- Phú Đôn[17]
- Thùy Liên[17]
- Lưu Huyền Trang[17]
- Phạm Tuấn Anh (Tuấn Mõ)[17]
- Lý Chí Huy[17]
- Duy Hưng[18]
- Hà Văn Hiếu (Hiếu Khổng Lồ)
- Anh Tuấn
- Trà My
- Cù Thị Trà
- Diễm Hương
- Nguyệt Hằng
- Thanh Hương
- Phùng Khánh Linh
- Đào Hiền Thục Anh
- Huyền Thạch
- Lê Hoàng Long
- Đào Nguyễn Ánh
- Hồ Liên
- Quốc Trị
- Kim Xuyến
- Thu Huyền
- Tiến Quang
- Thanh Dương
- Trần Quốc Việt[19]

## Sản xuất

### Trường quay
Địa điểm thu hình đầu tiên cho chương trình Gặp nhau cuối tuần được tận dụng lại từ một trường quay cũ của Hãng phim truyền hình Việt Nam, đây đồng thời là phòng lồng tiếng và phòng ghi hình của chương trình Văn nghệ chủ nhật. Hình thức trang trí, thiết kế trường quay cũng thường xuyên được thay đổi theo chủ đề trong mỗi chương trình. Mặc dù trường quay nhỏ và luôn trong tình trạng quá tải nhưng những người thực hiện chương trình lại không có ý định chuyển sang trường quay khác rộng hơn; điều này được giải thích là để tận dụng hiệu quả của âm thanh, ánh sáng và những phản ứng trực tiếp từ khán giả sẽ tác động tốt đến các diễn viên. Đôi khi, Gặp nhau cuối tuần cũng di chuyển trường quay đến những địa điểm khác ở các địa phương.
Trong phiên bản mới năm 2025, chương trình được ghi hình chủ yếu tại Trường quay ngoài trời của Đài Truyền hình Việt Nam, và chuyển sang ghi hình không khán giả kể từ số thứ 4.

### Kịch bản
Phần lớn kịch bản cho các chương trình Gặp nhau cuối tuần trước đây được viết bởi Đỗ Trí Hùng, theo một thống kê vào năm 2005. Một số nhân vật khác từng tham gia viết kịch bản cho chương trình gồm có Phạm Kim Anh, Kiến Quốc, Đỗ Thế Khải và Lê Đình Lộc.

## Phát sóng và phát hành
Số đầu tiên của Gặp nhau cuối tuần được phát sóng vào ngày 1 tháng 4 năm 2000. Trong khoảng thời gian đầu lên sóng, chương trình được phát sóng với tần suất hai tuần một lần vào lúc 10:30 các ngày thứ bảy trên kênh VTV3, sau đó được chuyển sang phát sóng trong khung giờ 10:00 thứ bảy và bắt đầu được lên sóng hàng tuần từ năm 2002. Vào một số thời điểm khác trong tuần, chương trình được chiếu lại trên các kênh VTV3, VTV4 của Đài Truyền hình Việt Nam và kênh VCTV1 của Truyền hình cáp Việt Nam, cùng với một số kênh truyền hình địa phương; về sau các chương trình cũng được khai thác lại để phát sóng trên kênh HTVC Gia Đình, HTVC Thuần Việt của Đài Truyền hình Thành phố Hồ Chí Minh và kênh SCTV1 của Truyền hình cáp SCTV. Các chương trình Gặp nhau cuối tuần từ số đầu tiên tới số thứ năm đã được Trung tâm băng nhạc Vafaco phát hành dưới định dạng băng VHS trong năm 2000. 
Vào ngày 6 tháng 12 năm 2003, một số của chương trình đã được dời lại một tuần để dành thời lượng phát sóng các chương trình trong thời gian diễn ra Đại hội Thể thao Đông Nam Á lần thứ 22. Từ ngày 19 tháng 6 năm 2004, Gặp nhau cuối tuần được chuyển đến khung giờ 11:00 trưa thứ bảy, trước khi quay lại với khung giờ cũ kể từ đầu năm 2005. Chương trình cuối cùng của Gặp nhau cuối tuần trước khi chia tay khán giả – mang tên Gặp nhau cuối năm 2006 – được phát sóng vào lúc 20:00 ngày 30 tháng 12 năm 2006, cùng với một số thường kỳ nữa của chương trình được phát trước đó vào cùng ngày.
Trong phiên bản mới năm 2025, chương trình được lên sóng vào các tối thứ bảy hàng tuần trên kênh VTV3 vào lúc 20:00, đồng thời cũng được phát hành trên ứng dụng VTV Go và các nền tảng số của VTV. Số cuối cùng của chương trình vào ngày 7 tháng 6 năm 2025 được phát sóng bao gồm các tiết mục được phát lại từ chương trình Gala cười. Ngày 5 tháng 4 năm 2025, Gặp nhau cuối tuần tạm thời không lên sóng trong một tuần do trùng vào thời điểm diễn ra Quốc tang nguyên Chủ tịch nước Lào Khamtay Siphandone; việc này cũng được thực hiện tương tự vào ngày 24 tháng 5 cùng năm, trong thời gian diễn ra Quốc tang nguyên Chủ tịch nước Trần Đức Lương.

## Đón nhận

### Phiên bản cũ (2000)
Một bài viết vào năm 2006 trên báo Hànộimới cho biết, những chương trình đầu tiên của Gặp nhau cuối tuần được dàn dựng khá kỳ công với ý tưởng mạch lạc, mặc dù khả năng diễn xuất của nghệ sĩ và cách thể hiện chương trình còn hạn chế. Các chương trình với phong cách mới lạ này đã bước đầu thu được sự chú ý của khán giả truyền hình. Về sau, khi ê-kíp sản xuất và dàn diễn viên được chuyên nghiệp hóa, bên cạnh những chương trình được cho là giàu "tính chiến đấu", đã có một số chương trình bị khán giả đánh giá là nhạt và rườm rà. Thậm chí, có những thời điểm chương trình đã gây thất vọng bởi chất lượng kịch bản giảm sút và nội dung nhạt nhẽo, đến nỗi tên chương trình thường được gọi đùa là "Vật nhau đuối dần". Không ít lần Gặp nhau cuối tuần đã phải đứng trước nguy cơ dừng sản xuất, hoặc hé mở về việc dừng sản xuất do nhận thấy không còn khả năng duy trì, nhưng rồi sau đó chương trình vẫn tiếp tục được phát sóng.
Về mặt tổng thể, Gặp nhau cuối tuần được xem là một trong những chương trình hài kịch ăn khách nhất của VTV, và là một trong những chương trình có doanh thu quảng cáo hàng năm cao nhất tại thời điểm phát sóng – có thời điểm lợi nhuận đạt mức 37 tỷ đồng/năm. Chương trình cũng được cho là đã thành công trong việc tạo dựng một thế hệ diễn viên hài được khán giả yêu thích, đặc biệt là đối với nền hài kịch miền Bắc như Tự Long, Thu Hương, Công Lý, Xuân Bắc hay Vân Dung. Cho đến khi tuyên bố ngừng thực hiện chương trình vào cuối năm 2006, sự kết thúc của chương trình này cũng đã để lại nhiều tiếc nuối cho một bộ phận lớn khán giả.

### Phiên bản mới (2025)
Với việc mang trở lại tên tuổi của một chương trình từng là biểu tượng của hài kịch truyền hình Việt Nam, phiên bản mới của Gặp nhau cuối tuần được đặt nhiều kỳ vọng sẽ tạo nên sự tươi mới và trẻ trung cho chương trình. Tuy nhiên, ngay sau khi những số đầu tiên lên sóng, chương trình bị đánh giá là thiếu đi chất hài đặc trưng của phiên bản cũ. Theo Thanh Niên, lối diễn xuất cường điệu, kịch bản dàn trải và cách khai thác đề tài chưa đủ hấp dẫn đã khiến Gặp nhau cuối tuần không tạo được hiệu ứng như mong đợi ở số đầu tiên. Tuổi Trẻ chỉ ra rằng ngoài những ý kiến đón nhận khá tích cực, nhiều phân đoạn của chương trình mở màn trở nên khá rời rạc và dông dài.
Trên Dân Trí, tác giả Hương Hồ nhận định Gặp nhau cuối tuần phiên bản mới chưa thực sự lấy lại được phong độ như kỳ vọng của nhiều khán giả, trong khi lớp diễn viên trẻ – dù được đánh giá là đầy tiềm năng – vẫn chưa đủ sức thay thế hoặc tạo dấu ấn riêng so với các nghệ sĩ kỳ cựu. Nhà nghiên cứu văn hóa, PGS.TS Bùi Hoài Sơn cũng cho biết, chương trình đang phải gánh chịu áp lực quá lớn từ phiên bản tiền nhiệm, trong khi phiên bản mới vẫn giữ cách làm truyền thống mà thiếu đi sự mới mẻ để thích nghi với khán giả ngày nay. Bên cạnh đó, Gặp nhau cuối tuần cũng liên tục vướng phải những tranh cãi khi lồng ghép một số tình tiết nhạy cảm để gây cười, như việc dùng tay xác định giới tính và các tình tiết bị cho là hạ thấp giá trị phụ nữ ở tập 2, cảnh dạy học thêm trong quán karaoke ở tập 3, hay hình ảnh hai game thủ dàn dựng quay clip để tống tiền gia đình ở tập 4. Theo Znews, việc lồng ghép các quảng cáo trong chương trình một cách dày đặc và có phần gượng gạo, cũng như lạm dụng hiệu ứng cười trong một số phân đoạn cũng khiến chương trình bị mất điểm trong mắt người xem.
Cho đến số thứ năm, mặc dù đã có một số cải thiện nhằm tiết chế những chi tiết dễ gây phản ứng, chương trình vẫn bị cho là gặp nhiều khó khăn trong việc thu hút sự chú ý của khán giả. Bài viết trên báo Lao Động phân tích, ngoài những điểm sáng từ dàn nghệ sĩ gạo cội, kịch bản của chương trình vẫn bộc lộ nhiều điểm yếu cùng cách triển khai dễ đoán, không tạo được tiếng cười; lượng tương tác của khán giả trên các trang mạng xã hội cũng giảm dần so với thời điểm ban đầu. Báo Phụ nữ nhận xét bộ ba biên tập viên Quốc Khánh, Việt Hoàng và Sơn Lâm đã có nhiều cố gắng mang lại sự hài hước, song phong cách dẫn của họ vẫn còn khô cứng và chưa phù hợp với tính chất của một chương trình giải trí. Sự xuất hiện trở lại của Thảo Vân trong vị trí người dẫn chương trình ở số thứ 10 đã phần nào giúp chương trình nhận được những phản hồi tích cực hơn so với thời gian trước.

## Các chương trình liên quan

### Gặp nhau cuối năm
Gặp nhau cuối năm là chương trình hài kịch chính luận do Trung tâm Phim truyền hình Việt Nam sản xuất, được phát sóng mỗi năm một lần vào tối Giao thừa Âm lịch trên tất cả các kênh truyền hình quảng bá của VTV. Lên sóng lần đầu tiên vào năm 2003 với tư cách là số đặc biệt của Gặp nhau cuối tuần, Gặp nhau cuối năm là sự tổng kết các vấn đề nóng bỏng, nổi cộm diễn ra trên mọi mặt của đời sống xã hội trong suốt một năm, được thể hiện dưới góc nhìn hài hước. Năm 2007, chương trình vẫn tiếp tục được sản xuất sau khi Gặp nhau cuối tuần kết thúc.
Phần lớn thời gian của Gặp nhau cuối năm gắn liền với Táo Quân, tiết mục đặc sắc nhất và đáng chú ý nhất trong toàn bộ chương trình, nơi các Táo sẽ trực tiếp báo cáo với Ngọc Hoàng về những việc họ đã làm trong buổi chầu cuối năm. Ban đầu, Táo Quân chỉ là một tiểu phẩm hài độc lập trong chương trình, và đến năm 2006 thì được hợp nhất với toàn bộ nội dung của Gặp nhau cuối năm. Năm 2025, chương trình được Ban Sản xuất các chương trình Giải trí (VTV3) của Đài Truyền hình Việt Nam đảm nhận phần sản xuất.

### Gala cười
Gala cười là chương trình hài kịch châm biếm do Trung tâm Phim truyền hình Việt Nam sản xuất, phát sóng lần đầu tiên vào ngày 30 tháng 8 năm 2003. Là phiên bản đặc biệt của chương trình Gặp nhau cuối tuần và phát sóng thay thế cho Gặp nhau cuối tuần vào các tháng cuối năm, Gala cười quy tụ các nhóm hài của hai miền Nam–Bắc tham gia trình diễn trực tiếp các vở hài kịch trên sân khấu. Khán giả truyền hình có quyền bình chọn cho nhóm hài được yêu thích nhất qua điện thoại, kết quả cuối cùng được công bố trong chương trình trao giải diễn ra vào cuối năm.
Chương trình được sản xuất và phát sóng liên tục trong ba năm từ năm 2003 đến năm 2005, trong đó năm 2005 còn có phiên bản Gala cười sinh viên trước chương trình chính thức dành cho sinh viên của các trường đại học trên địa bàn thành phố Hà Nội. Sau khi Gặp nhau cuối tuần kết thúc, Gala cười vẫn tiếp tục được duy trì và phát sóng mỗi quý một số cho đến ngày 30 tháng 12 năm 2007. Kể từ năm 2010, chương trình chỉ được sản xuất và phát sóng vào dịp Tết Nguyên Đán Âm lịch hàng năm. Năm 2025, Gala cười được chuyển giao cho Ban Văn nghệ của Đài Truyền hình Việt Nam thực hiện.

### Thư giãn cuối tuần
Năm 2010, dựa trên những kinh nghiệm và thành công của Gặp nhau cuối tuần trước đây, một chương trình hài kịch mới với tên gọi Thư giãn cuối tuần đã được ra mắt khán giả dưới sự kết hợp giữa Trung tâm Sản xuất Phim truyền hình Việt Nam và công ty Ocean Media. Mỗi chương trình được kết cấu với ba tiểu mục chính: "Copy & Bơm vá" miêu tả đời sống nơi góc vỉa hè của một người làm nghề photo (Tự Long) và một người làm nghề bơm vá (Công Lý), "Hỏi xoáy đáp xoay" bao gồm những câu hỏi đáp hài hước của tiến sĩ Trần Xoáy (do Xuân Bắc thủ vai) và giáo sư Cù Trọng Xoay (do Đinh Tiến Dũng thủ vai), và phần "Tiểu phẩm hài" bao gồm những vở hài kịch được chọn lọc và ghi hình trực tiếp tại sân khấu. Số đầu tiên của chương trình được phát sóng vào ngày 28 tháng 8 năm 2010 trên kênh VTV3, và được lên sóng thường xuyên vào các ngày thứ bảy hàng tuần.
Năm 2013, Thư giãn cuối tuần chuyển sang một phiên bản mới mang tên Chém chuối cuối tuần, với sự tham gia của hai nghệ sĩ chính Thành Trung (trong vai Chuối Tiêu) và Tự Long (trong vai Chuối Hột). Chương trình này đã kết thúc vào ngày 18 tháng 4 năm 2015.

### Cuộc hẹn cuối tuần
Cuộc hẹn cuối tuần là chương trình tạp kỹ của Đài Truyền hình Việt Nam, lên sóng lần đầu tiên vào năm 2021. Mỗi số của chương trình thường được dành trọn cho một hoặc một vài nhân vật khách mời, trong đó chủ yếu khai thác những câu chuyện về cuộc đời và sự nghiệp của chính nhân vật đó. Với các phần trò chuyện, trò chơi, âm nhạc và các tiểu phẩm hài, chương trình được xem là mang hơi hướng phong cách của Gặp nhau cuối tuần trước đây.
Mùa đầu tiên của chương trình đã được phát sóng từ ngày 17 tháng 7 đến ngày 14 tháng 11 năm 2021. Kể từ đó, Cuộc hẹn cuối tuần đã được sản xuất và phát sóng thêm hai mùa vào năm 2022 và 2025. 